# Bernard Dort
Bernard Dort (Metz, 29 septembre 1929 - Paris 14e, 5 mai 1994) est un universitaire, théoricien, traducteur et praticien du théâtre, écrivain et essayiste français.

## Biographie
Bernard Dort est né le 29 septembre 1929 à Metz. Après la mort de sa mère et le début de la Seconde Guerre mondiale, il est recueilli chez une tante à Noyon puis, pendant l'Occupation allemande, il est interne au lycée d'Auch. Il termine ses études secondaires au lycée Charlemagne à Paris. Il entreprend en 1945 des études de droit, jusqu'à l'obtention de son diplôme à l'Institut d'études politiques pour poursuivre, de 1951 à 1953, son cursus à l'École nationale d'administration. De 1953 à 1963, il occupe les fonctions d'administrateur civil au ministère de la Santé et de la Population.
Mais il est déjà passionné par l'opéra, le cinéma (il sera lié un moment avec tous les animateurs de la Nouvelle Vague et des Cahiers du cinéma, mais le « hollywoodien de gauche », comme il aimait à se qualifier, opèrera bientôt avec eux une rupture politique) et surtout par le théâtre : dès 1950, il écrit ses premiers articles aux Temps modernes (où, en 1954, il défend en particulier Les Gommes d'Alain Robbe-Grillet), et dans Les Cahiers du Sud, où il découvre à peu près à lui tout seul Michel Butor, Jean Cayrol, Paul Gadenne ou Bernard Pingaud, et où il écrit aussi sur le Festival international d'art lyrique d'Aix-en-Provence et sur l'opéra, ce qui n'était pas alors chose courante. Il collabore à L'Express de 1953 à 1955, à France-Observateur entre 1952 et 1954.
En 1960, il signe le Manifeste des 121, déclaration sur le « droit à l'insoumission » dans le contexte de la guerre d'Algérie.
Avec Roland Barthes, il codirige la revue théâtre populaire, dont il demeurera membre de rédaction du premier au dernier numéro (1953-1964). C'est surtout là que, après avoir assisté, en juin 1954 et en compagnie de Roland Barthes, aux représentations de Mutter Courage und ihre Kinder de Bertolt Brecht, avec le Berliner Ensemble en tournée, au théâtre Sarah-Bernhardt, il devient bientôt l'un des principaux artisans de la connaissance du théâtre de Brecht, en même temps qu'il contribue à l'étude de grands auteurs contemporains comme Jean Genet ou Arthur Adamov.
En 1961, il a trente-deux ans quand il soutient sa thèse de doctorat sur Bertolt Brecht, ce qui lui ouvre en 1962, les portes de l'Institut d'études théâtrales de Paris III où il enseigne jusqu'en 1981 (et qu'il dirigea même quelque temps). Ses étudiants s'appellent par exemple Valère Novarina, Patrice Chéreau, Jean-Pierre Vincent ou Jacques Lassalle.
En 1976, il est titulaire de la chaire de professeur en esthétique et science de l'art (théâtre). Entre 1981 et 1988, il est nommé professeur au Conservatoire national supérieur d'art dramatique de Paris.
Commencée dès sa jeunesse, son activité dans les périodiques ne s'interrompt pas. Il fonde en 1971 la revue Travail théâtral qui paraîtra jusqu'en 1979. Il collabore au Monde-Dimanche (de 1980 à 1984) et aux Cahiers de la Comédie-Française, alors revue trimestrielle de la Comédie-Française de 1991 à 1993.
Il retrouve son ancien étudiant, Jacques Lassalle, au théâtre national de Strasbourg dont il est le conseiller littéraire, ce qui lui fournit l'occasion de plusieurs traductions de pièces comme Woyzeck de Georg Büchner, Emilia Galotti de Lessing ou Rosmersholm de Henrik Ibsen (en collaboration avec son ancien étudiant Terje Sinding). 
De 1988 à 1989, il est nommé directeur du théâtre et des spectacles au ministère de la Culture.
Il meurt à Paris le 5 mai 1994, laissant derrière lui l'admiration de ses étudiants et une œuvre considérable.

## Œuvres

### Essais
- Corneille dramaturge, L'Arche, 1957 (rééd. 1972).
- Lecture de Brecht, éditions du Seuil, 1960 (rééd. augmentée 1972).
- Bertolt Brecht, vol. 35 (collectif), 1979, L'Herne (rééd. 1982).
- Théâtre public, Seuil, 1967.
- Théâtre réel, Seuil, 1971.
- Théâtre en jeu, Seuil, 1979.
- Théâtres, Seuil, 1986.
- La Représentation émancipée, Actes Sud, 1988.
- Le Spectateur en dialogue, P.O.L, 1995.
- L'Écrivain périodique, recueil posthume de ses textes édité par sa biographe Chantal Meyer-Plantureux, P.O.L, 2001.

### Traductions
- Georg Büchner, Woyzeck, « Références », Théâtre national de Strasbourg (TNS), no 3 (1983-1984).
- Henrik Ibsen, Rosmersholm, en collaboration avec Terje Sinding, Imprimerie nationale/Actes Sud, coll. « Le Spectateur français » « Références », TNS no 5 (1985-1986).
- Gotthold Ephraim Lessing, La Dramaturgie de Hambourg, Circé, 1993.
- Gotthold Ephraim Lessing, Emilia Galotti, « Références », TNS no 5 (1985-1986), rééd. avec préface, Circé, 1994.

## Comédien
- 1988 : Les Apprentis sorciers de Lars Kleberg, mise en scène Antoine Vitez, Festival d'Avignon
- 1991[5] : Comme il vous plaira de William Shakespeare, mise en scène Marc François, Théâtre de Gennevilliers : le Duc

## Archives
L'ensemble de ses archives (1947-1994) est déposé en 1996 à l'Institut mémoires de l'édition contemporaine, qui fournit de cet ensemble la description analytique suivante :

« Analyse : Le fonds d'archives Bernard Dort est constitué de l'ensemble de ses articles, essais, traductions, entretiens, journaux personnels et des nombreuses notes de cours professés dans différentes universités. Des dossiers de presse sur son œuvre et de nombreux dossiers documentaires sur des dramaturges et metteurs en scène complètent ce fonds. Il faut également souligner l'importance de la correspondance à la fois professionnelle et amicale entretenue avec l'ensemble des figures littéraires du XXe siècle (…). Un nombre important de doubles de lettres de Bernard Dort a pu être conservé. À noter enfin un ensemble de correspondances et de notes concernant la création de la revue Travail Théâtral. »

### Colloque
- « Bernard Dort, un intellectuel singulier », direction Chantal Meyer-Plantureux, Cerisy, 1998.
- Bernard Dort, Cerisy - Théâtre/Public, 1999.